# Alpe ticinese
L'alpe ticinese è un formaggio prodotto nella regione svizzera del Canton Ticino. È ricavato da un miscuglio di latte bovino e latte caprino (latte in entrambi i casi crudo). Il suo odore è tenue e gradevole, il suo sapore è però deciso e piuttosto forte (lo è ancora di più se stagionato. Le sue caratteristiche gastronomiche sono dovute anche ai particolari tipi di erba dei quali si nutrono le mucche e le capre dal cui latte si ricava questo prodotto caseario.